# کوله‌پشتی‌ات کجاست؟
کوله پشتی‌ات کجاست؟ کتابی از عرفان نظر آهاری است که در سال ۱۳۸۱ منتشر و در مراسم کتاب سال جمهوری اسلامی ایران به‌عنوان کتاب برگزیده معرفی شد.